# Spomenik rudarja, Tivoli
Spomenik rudarja je javni spomenik, ki stoji v parku ob robu Tivolija pri Celovški cesti v Spodnji Šiški (Ljubljana).
V letih 1948-50 je bronast kip rudarja, ki so ga postavili na kamnit podstavek izdelal kipar Alojzij Kogovšek v slogu tedaj modnega socialističnega realizma. Stoječo figuro moža kot rudarja prepoznamo, ker je opremljen s kompresorjem in čelado. Prvotno je v desnici nosil rudarsko svetilko; slednja je bila ukradena.
Tivolski kip je večji od dveh oblikovno enakih kipov, ki jih je izdelal Kogovšek. Manjši kip stoji na zelenici sredi rudarskega mesta Velenje. Drugačne kipe rudarjev imajo v Trbovljah (Z. Kalin, S. Batič Z. Poznič) in drugje v nekdanjih rudarskih mestih
Leta 1983 je bil kip v Šiški razglašen za zgodovinski spomenik.